# XiWang-2F
XiWang-2F, kurz XW-2F, auch CAS-3F, ist chinesischer Amateurfunksatellit. XiWang ist Mandarin und bedeutet Hoffnung. CAS steht für chinesischer Amateurfunk-Satellit. Dieser Satellit wurde von der chinesischen Amateurfunksatellitengruppe, der CAMSAT entwickelt. Der Satellit hat die Form eines Würfels mit einer Kantenlänge von 116 mm und ähnelt hiermit einem 1U-CubeSat, entspricht jedoch nicht den CubeSat-Spezifikationen. Der Satellit ist mit einem 20 kHz breiten U/V-Transponder, einer CW-Telemetrie-Bake und einem digitalen Telemetrie-Downlink ausgestattet. Als Antennen dienen zwei Stabantennen. Der Satellit XiWang-2F (CAS-3F) ist baugleich mit dem Satelliten XiWang-2E (CAS-3E).

## Mission
Der Satellit wurde am 19. September 2015 auf einer Langer-Marsch-6-Trägerrakete vom Kosmodrom Taiyuan in China gemeinsam mit 20 weiteren Kleinsatelliten, darunter neun weitere Satelliten der CAS-3-Serie, gestartet. Es wird eine orbitale Lebensdauer von 8,5 Jahren erwartet.

## Frequenzen
Folgende Frequenzen für den Satelliten wurden von der International Amateur Radio Union koordiniert:
- 435,330 MHz – 435.350 Uplink
- 145,980 MHz – 146,000 Downlink (Leistung 20 dBm)
- 145,975 MHz CW-Bake (22 WpM / Leistung 17 dBm)
- 145,955 MHz digitale Telemetrie 9k6/19k2 GMSK (Leistung 20 dBm)